# Robert Aron
Robert Aron (Le Vésinet, 25 maggio 1898 – Parigi, 19 aprile 1975) è stato uno scrittore, storico e saggista francese, membro dell'Académie française.

## Biografia

### Giovinezza e formazione
Figlio di Georges Aron, agente di cambio, e di Louise Lippmann, Robert Aron proviene da un'antica famiglia della borghesia ebraica originaria dell'est della Francia (Phalsbourg). Studia al Liceo Condorcet della sua città. Anticipando la chiamata alle armi, verso la fine della prima guerra mondiale, parte per il fronte dove combatte come ufficiale ed è ferito nel 1918.

### Attività letterarie e editoriali
Mentre è ancora studente di letteratura alla Sorbona, viene ingaggiato nel gennaio 1921 come funzionario di comunicazioni all'interno della Revue des Deux Mondes; vi rimarrà fino al 1939. 
Nel 1922 inizia la sua collaborazione con la Nouvelle Revue Française.
Nella primavera del 1923, organizza delle conferenze dedicate alla letteratura e alle arti d'avanguardia al Collège de France, ove si susseguono personalità quali Jean Cocteau, Georges Auric, Fernand Léger e Erik Satie. Grazie al successo di queste conferenze, è assunto il 16 luglio 1923 in qualità di segretario di Gaston Gallimard, nell'omonima casa editrice, posizione che occuperà fino allo scoppio della seconda guerra mondiale. Dapprima semplice segretario, sale rapidamente nelle gerarchie e diviene membro del comitato di lettura, nonché responsabile dei diritti annessi e del servizio di traduzione.
Con Antonin Artaud e Roger Vitrac, è fondatore del primo e unico teatro surrealista, il Théâtre Alfred-Jarry, nel 1926. Grazie al sostegno della coppia  Colette-René Allendy, organizzano tre spettacoli nel 1927 e 1928, dei quali l'ultimo è disturbato dai commando surrealisti di André Breton, che ne aveva ordinato l'interdizione. Questo episodio segna la fine dei tentativi artistici di Robert Aron, che tuttavia ha potuto approfittare dell'esperienza per far rappresentare la sua prima azione teatrale, Gigogne, sotto lo pseudonimo di Max Robur, in occasione del primo spettacolo del Théâtre Alfred-Jarry.

### Attività cinematografiche
Incaricato delle attività cinematografiche da Gallimard, diviene direttore di La Revue du Cinéma, edita nel 1929, dopo essere stato responsabile di due raccolte correlate con il cinema, «Cinario», e «Le Cinéma romanesque». Aron è soprattutto coinvolto subito dopo nel tentativo di Gallimard di creare una società di produzione cinematografica, chiamata "N.s.f." (Nouvelle société de films). Così produce Madame Bovary, realizzato da Jean Renoir, il cui fiasco, al suo apparire nel gennaio 1934, segna la fine della "N.s.f.". Indipendentemente dal suo impiego presso Gallimard, Aron organizza anche il Congresso di La Sarraz, primo congresso internazionale del cinema indipendente, che si svolge dal 3 al 7 settembre 1929 e del quale è presidente. Al congresso partecipano, tra gli altri, Sergej Michajlovič Ėjzenštejn, Balázs, Richter e Moussinac.

### Membro della corrente personalista
Un po' deluso dalle sue prime esperienze, dà un nuovo corso alla propria vita, allorché ritrova nel 1927 un vecchio compagno del liceo, Arnaud Dandieu. Insieme intraprendono un lavoro sistematico di ricerche filosofiche e politiche che sfocerà, all'inizio degli anni '30, nella pubblicazione di tre opere: Décadence de la nation française (1931), Le Cancer américain (1931) e La Révolution nécessaire (1933). Tali ricerche costituiscono una delle principali basi teoriche su cui si fonda il gruppo Ordre nouveau al quale essi si uniscono nel 1931 e di cui sono tra i pilastri. Con la rivista Esprit, il movimento costituisce una delle manifestazioni più originali del personalismo - detto dei non conformisti degli anni '30. Esso propone una forma di federalismo generalizzato in tutti i settori della vita politica, sociale ed economica, nella speranza che questo approccio delle istituzioni verso l'uomo e il suo ancoraggio territoriale metta fine a ciò ch'essi chiamano il "disordine stabilito" del mondo contemporaneo, vittima di andare verso un razionalismo che avrebbe come conseguenza lo staccare l'uomo dalla vera realtà.
In collaborazione con Dandieu dapprima, poi da solo dopo la morte dell'amico nel 1933, Robert Aron ha una parte molto attiva in tutte le iniziative e manifestazioni dell'Ordre nouveau fino alla scomparsa del movimento nel 1938. Direttore della rivista L'Ordre nouveau, che viene pubblicata dal maggio 1933 al settembre 1938, è implicato in tutti gli affari del gruppo, e specialmente nel più famoso, quello del Servizio civile del 1935, che consiste in un rapporto sugli operai privi di ferie durante l'estate. Nello spirito del movimento, Aron pubblica nel 1935 Dictature de la liberté, che inizialmente prevedeva di scrivere con Dandieu. In seguito continuerà a collegare le attività (che saranno sue) a questo connubio iniziale. Victoire à Waterloo (1937) e La Fin de l'après-guerre (1938),  benché non si ricolleghino esplicitamente al movimento dell'Ordre nouveau, ne conservano nondimeno l'influenza.

### Dal campo di Mérignac a Algeri (1941-1944)
Nel 1940 la mobilitazione per la seconda guerra mondiale interrompe la sua attività alla Nouvelle Revue Française. Nel 1941 è vittima di un'operazione di arresto collettivo contro gli ebrei e viene internato nel campo di Mérignac nei pressi di Bordeaux. Rilasciato con il divieto di risiedere a Parigi, si stabilisce a Lione, dove è coinvolto dall'amico Jean Rigaut, nei preparativi dello sbarco americano in Nord Africa. Quindi, grazie all'aiuto che gli fornisce Jean Jardin, antico compagno della rivista L'Ordre nouveau, allora direttore di gabinetto di Pierre Laval della Francia di Vichy, riesce a raggiungere Algeri, dove fa parte delle prime équipes amministrative di Henri Giraud, poi di Charles de Gaulle.
Con Lucie Faure e Jean Amrouche, vi fonda la rivista La Nouvelle équipe française, di cui resterà uno dei promotori fino al 1952. Nel 1944-1945, contribuisce alla creazione del movimento La Fédération e ne rimarrà un militante attivo fino alla morte, collaborando regolarmente al mensile Le XXe siècle fédéraliste e partecipando a diverse iniziative volte alla creazione di una federazione europea, che lo conducono a ritrovarsi a fianco di antichi responsabili di L'Ordre Nouveau come Alexandre Marc o Denis de Rougemont.

### Storico sul regime di Vichy
Dopo la liberazione della Francia, avendo ripreso le attività editoriali, alle Éditions Perrin, poi alla Librairie Arthème Fayard, Robert Aron affronta, dal 1950, un importante lavoro di ricerca sulla storia contemporanea della Francia, che produce Histoire de Vichy (1954), Histoire de la Libération (1959), Histoire de l'épuration (1967-1975). L'insieme delle tesi espresse in questi lavori è stata confutata da Robert O. Paxton, storico americano specialista del periodo di Vichy, ossia lo Stato francese come satellite del Terzo Reich dopo l'invasione tedesca della Francia. Lo fa nella sua opera La France de Vichy 1940-1944, apparsa in francese nel 1973. Poiché il suo agnosticismo degli anni '30 ha lasciato spazio a un ritorno alla fede ebraica, Robert Aron, dopo il 1945, destinerà una considerevole parte della sua riflessione alle questioni religiose e alle relazioni tra Ebraismo e Cristianesimo.

### L'Académie française e la morte
Robert Aron è eletto membro dell’Académie française il 7 marzo 1974, lo stesso giorno di Maurice Schumann. Muore molto presto, il 19 aprile 1975, cinque giorni prima della data prevista per la sua accettazione solenne. Il discorso di accettazione era stato letto e approvato in seduta privata il 17 aprile.
Nel 2002, il genero Claude Arnaud-May, gli dedica un documentario di 52 ore, Mais vous faites la guerre ici, realizzato sulla scorta di 300 lettere e 800 fotografie, intercorsi tra Aron e la sua famiglia durante l'arruolamento, dal 1916 al 1918, quando fu ferito da un obice.

## Opere letterarie
- Décadence de la nation française, con Arnaud Dandieu, Rieder, 1931.
- Le Cancer américain, con Arnaud Dandieu, Rieder, 1931.
  - Il cancro americano, saggio introduttivo di Olivier Dard, Settimo sigillo, Roma 2005;
- La Révolution nécessaire, con Arnaud Dandieu, Grasset, 1933.
- Dictature de la liberté, Parigi, Grasset, 1935.
- Victoire à Waterloo, Albin Michel, 1937.
- La Fin de l'après-guerre, Gallimard, 1938.
- Retour à l'Éternel, Parigi, Albin Michel, 1946.
- Principes du Fédéralisme, con Alexandre Marc, Le Portulan, 1948.
- Les Frontaliers du Néant, Éditions de Flore, 1949.
- Le Piège où nous a pris l’Histoire (chronique 1940-1944), 1950.
- Retour à l’Éternel, 1950.
- Histoire de Vichy - 1940-1944, con Georgette Elgey, éd. Fayard, (coll. Les grandes études contemporaines), Parigi, 1954,
  - La Francia di Vichy: 1940-1944, Rizzoli, Milano 1972
- Ce que je crois, Grasset, 1955.
- Histoire de la Libération de la France, con Y. Ganrier-Rizet, Fayard, 1959.
- Les Années obscures de Jésus, Parigi, Grasset, 1960.
  - Gli anni oscuri di Gesù, traduzione di Sergio Miniussi, A. Mondadori, Milano 1963
- Les Origines de la Guerre d'Algérie, con J. Feller, F. Lavagne et Y. Garnier-Rizet, Parigi, Fayard, 1962.
- Le Dieu des origines, des cavernes au Sinaï, Parigi, Librairie académique Perrin, 1964.
- Charles de Gaulle, 1964.
- Les Grands dossiers de l'histoire contemporaine, Parigi, Librairie académique Perrin, 1962-1964 ; nuova edizione : Parigi, Pocket, 1965.
- Nouveaux grands dossiers de l'histoire contemporaine, Parigi, Pocket, 1967.
- Ainsi priait Jésus enfant, Parigi, Grasset 1968.
  - Così pregava l'ebreo Gesù, Marietti, Casale Monferrato 1982, traduzione di Mariangela della Valle, prefazione di Renzo Fabris, A. Mondadori, Milano 1988
- Le Socialisme français face au marxisme, Parigi, Grasset, 1971.
- Histoire de l’épuration, (coll. Les grandes études contemporaines);
  - tome I : «De l’indulgence aux massacres, novembre 1942-septembre 1944», Parigi, Fayard, 1967;
  - tome II: «Des prisons clandestines aux tribunaux d’exception, septembre 1944-juin 1949», Parigi, Fayard, 1969;
  - tome III, volume 1: «Le monde des affaires, 1944-1953», Parigi, Fayard, 1974;
  - tome III, volume 2: «Le monde de la presse, des arts, des lettres, 1944-1953», Parigi, Fayard, 1975.
- Discours contre la Méthode, prefazione d'Arnaud Dandieu, Parigi, Plon, 1974.
- Les Grandes Heures de la 3e République, 6 tomes, Parigi, Librairie Académique Perrin, 1968-1969.
- Léopold III ou le choix impossible, 1977 (posthume).[8]
- Où souffle l’esprit: Judaïsme et chrétienté  (posthumo) Plon 1979;
- Fragments d’une vie (posthumo) Plon 1981;

## Onorificenze
* Ufficiale della Legion d'Onore;
 * Croix de guerre 1914-1918.

## Premi dell'Accademia di Francia
- 1959 - Prix Broquette-Gonin (philosophie);[10]
- 1963 - Prix Broquette-Gonin (philosophie) per Les origines de la guerre d’Algérie.[10]